# عبدالرحیم طالبوف
میرزا عبدالرحیم طالبوف تبریزی (۱۲۱۳ ه‍.ش کوی سرخاب، تبریز - اواخر ۱۲۸۹ یا اوایل ۱۲۹۰ ه‍.ش بویناکسک، داغستان) از روشنفکران پیش از مشروطیت در دوران ناصرالدین شاه بود.

## زندگی
عبدالرحیم پسر ابوطالب نجار تبریزی در ۱۲۱۳ شمسی/۱۸۳۴ میلادی در محله سرخاب تبریز زاده شد. به گفته خودش پدرش ابوطالب و پدربزرگش استاد علی مراد حرفه نجاری داشته‌اند. گفته‌اند عبدالرحیم در شانزده سالگی به تفلیس رفت و به تحصیل زبان روسی پرداخت و مقدمات دانش جدید را فرا گرفت و با جنبش‌های آزادی‌خواهی و آرای نویسندگان سوسیال دموکرات و ادبیات روسی آشنا شد و در  تیمورخان شورا (بویناکسک کنونی) مقر حکومت داغستان مقیم شد و به مقاطعه‌کاری راه‌های قفقاز پرداخت و سرمایهٔ کافی اندوخت و در آن شهر ازدواج کرد. او در دوره تحرک فرهنگی و سیاسی قفقاز پرورش یافت و از دانش و فرهنگ سیاسی جدید تأثیر پذیرفت و از پنجاه و پنج سالگی به نوشتن آثار خود پرداخت و اعتبار و احترام بسیار یافت، تا آنجا که به علت نوشتن مقالاتی در ترویج افکار نوی اجتماعی و سیاسی جدید و تبلیغ آزادی و حکومت قانون و همچنین نشر علوم طبیعی به زبان ساده فارسی در ایران نزد رجال ترقی‌خواه و روشنفکران زمانه محبوبیت بسیار حاصل کرد و در ۱۲۸۵/۱۹۰۶ در دوره اول مجلس شورای ملی از تبریز به نمایندگی انتخاب شد، اما با آنکه نمایندگی را پذیرفت به تهران نیامد و در شهر تیمورخان شورا ماند تا در هفتادو هفت سالگی درگذشت.

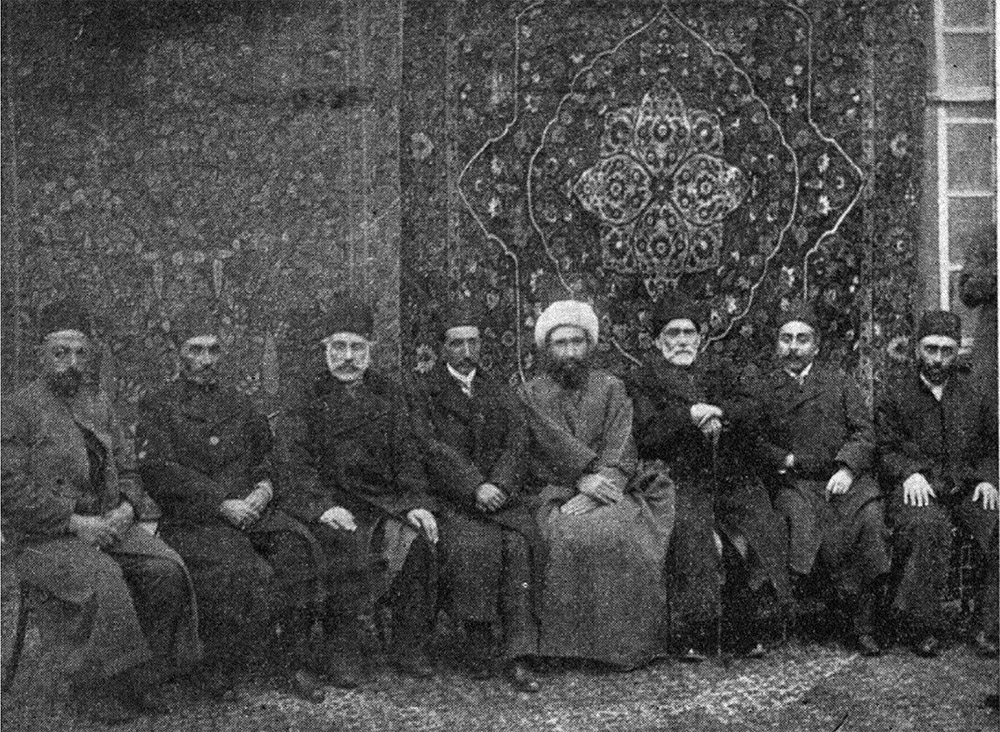
هشت نماینده آذربایجان در نخستین دوره مجلس شورای ملی در باکو حضور دارند. از راست بچپ: حاجی میرزا ابراهیم آقا، مستشارالدوله، طالبوف،آقا ميرزا فضلعلی، شرف الدوله، هدایت الله میرزا، احسن‌الدوله، حاجی میرزا آقا فرشی.

از وی فرزندی دختر به نام صونا، که زن مهندسی به نام عمراوف بود، باقی ماند.
وی با نگارش کتاب‌هایی مانند مسالک المحسنین و کتاب احمد و … بر افکار بسیاری از مشروطه خواهان تأثیر گذاشت. به همان اندازه که تجدد خواهان، از آثار و دیدگاه‌های او جانبداری می‌کردند، برخی از عالمان روحانی، با وی سرگران بودند و این به سبب مطالبی بود که او در آثارش آورده بود، و ایشان در نگاه‌شان، با اصول دیانت اسلام همخوانی نداشت.

## از کتاب احمد
«اکثر متمولین این مغربیان متمدن‌نمای خوش‌ظاهر، مثل موش صحرائی دور عالم را می‌گردند که هرجا انبار جدیدی پر از حبوبات ثروت پیدا کنند، همراهان خود را دعوت نمایند و به هر حیله روباهی که ممکن باشد، رخنه بر آن انبار آکنده بیندازند…

هر ملتی که رجال متنفذ او زودباور و لین‌العریکه و بی‌علم و بی‌تجربه و طلادوست باشند، با سرپنجه صید افکن شاهین اقتدار استرلینغ و روبل و دلار و فرانک، زودتر از دیگران شکار شوند.» 
نگاه طالبوف با اصول دیانت اسلام ناهمخوانی داشت. در همان زمان شهرت یافته بود که بابیها در ترویج آثار طالبوف کوشش دارند به همین دلیل کتاب احمد و مسالک المحسنین منسوب به بابیه شده و از طرف علما قرائت آنها ممنوع شده بود. علماء به نوشته احمد کسروی و شیخ فضل‌الله نوری خواندن آثار طالبوف را قدغن اعلام نمودند. بابیها در نشر آثار طالبوف کوشش داشتند و آنچه دربارهٔ ایشان شهرت یافته بی اساس نبوده‌است.

## آثار
- سفینه طالبی (یا کتاب احمد) (۲جلد) (۱۳۱۱ ه‍.ق)[۸]
- مسالک المحسنین (۱۳۲۳ ه‍.ق)[۲]
- مسائل الحیات (۱۳۲۴ ه‍.ق)
- پند نامه مارکوس قیصر روم
- رساله فیزیک (۱۳۱۱ ه‍.ق)
- نخبه سپهری (۱۳۲۲–۱۳۱۰ ه‍.ق)
- رساله هیئت جدیده
- ایضاحات در خصوص آزادی (۱۳۲۵ ه‍.ق)
- سیاست طالبی (۱۳۲۹ ه‍.ق)
- آزادی و سیاست